# Wolfgang Weiler
Wolfgang Weiler (* 24. Juli 1952 in Andernach) war von 2017 bis 2022 Präsident beim Gesamtverband der Deutschen Versicherungswirtschaft (GDV). Davor war er acht Jahre Vorstandssprecher der Versicherungsgesellschaft HUK-Coburg.

## Werdegang
Weiler machte sein Abitur in Köln; danach studierte er Betriebswirtschaftslehre und schloss als Diplom-Kaufmann ab. Er war Assistent am Seminar für Versicherungslehre der Universität zu Köln und wurde dort zum Dr. rer. pol. promoviert.
Weiler war Lehrbeauftragter im Fachbereich Versicherungswesen der Fachhochschule Köln. Er ging zur Colonia Versicherung, wo er als Assistent des Vorstandsvorsitzenden und später als Leiter der Konzernrevision und als Datenschutzbeauftragter tätig war. Danach wechselte er zur Kölnischen Rück, wo er die Hauptabteilung Finanzen und Rechnungswesen leitete.
1988 wechselte er zur HUK-Coburg und wurde dort Generalbevollmächtigter. 1989 wurde er Vorstandsmitglied der HUK-Coburg, zuständig für Konzernplanung, Rechnungswesen/Steuern, Kapitalanlagen und Immobilien sowie Alters- und Vermögensvorsorge der Lebensversicherung und der Bausparkasse. Am 1. Juli 2009 wurde er als Nachfolger von Rolf-Peter Hoenen Vorstandssprecher der HUK-Coburg. Am 31. Juli 2017 ging Weiler in den Ruhestand; sein Nachfolger als Vorstandssprecher wurde Klaus-Jürgen Heitmann.
Am 26. September 2017 wurde Weiler vom GDV-Präsidium zum neuen Verbandspräsidenten gewählt. Er folgte damit Alexander Erdland, der nicht erneut kandidierte. Am 21. September 2022 folgte Norbert Rollinger Weiler in diesem Amt nach.

## Auszeichnungen
- Honorarprofessor der Hochschule Coburg im Studiengang Versicherungswirtschaft[1]
- 2017: Bürgermedaille der Stadt Coburg[4]
- 2017: Goldene Verdienstmedaille der Industrie- und Handelskammer Coburg[4]
- 2021: Bundesverdienstkreuz 1. Klasse